# Monchel-sur-Canche
 Monchel-sur-Canche  es una población y comuna francesa, situada en la región de Norte-Paso de Calais, departamento de Paso de Calais, en el distrito de Arras y cantón de Auxi-le-Château.

## Demografía
| 74 | 68 | 67 | 67 | 66 | 71 |
| Para los censos de 1962 a 1999 la población legal corresponde a la población sin duplicidades (Fuente: INSEE [Consultar]) |    |    |    |    |    |